# ناجي فتيل
ناجي علي حسن فتيل ناشط في مجال حقوق الإنسان بحريني وعضو مجلس إدارة جمعية شباب البحرين لحقوق الإنسان. منذ عام 2007 سجن وعذب وكان هدفا لتهديدات بالقتل خلال احتجاجات عام 2011. لقد كان موضوع نداءات عاجلة من قبل منظمات حقوق الإنسان الدولية والأمم المتحدة والمقرر الخاص المعني بالمدافعين عن حقوق الإنسان.

## الاعتقال في 2007
في عام 2007 اعتقل فتيل وتعرض للتعذيب في السجن. في صباح يوم 21 ديسمبر حدثت اضطرابات في اليوم السابق في السنابس وجدحفص في وقت مبكر وألقي القبض على فتيل في منزله واقتيد إلى مقر إدارة البحث الجنائي في العدلية. تم استجوابه حتى وقت متأخر من مساء ذلك اليوم على يد الملازم الأول عيسى المجالي الذي اتهمه بإشعال النار في سيارة جيب تابعة للقوات الخاصة للشرطة وسرقة سلاح في اليوم السابق.

### التعذيب
عندما نفى فتيل الاتهامات قام مرؤوسي المجالي بركل ولكم فتيل ثم استخدموا أجهزة الصدمات الكهربائية على جذعه ورقبته. في وقت لاحق تم تعليقه من السقف بينما كان يصعق بالصدمات الكهربائية على جسده وبخاصة على الأعضاء التناسلية التي تسببت في فقدان الوعي لفتيل في بعض الأوقات وعلامات الحرق تركت على جسده.
عندما اشتكى من سوء المعاملة إلى مكتب المدعي العام حوله إلى الفحص الطبي. شهد الطبيب الشرعي الذي فحصه بعد أسبوع من سوء معاملته ووصف علامات الحرق بأنها جروح طفيفة ولم يعقل على الكدمات والتورم على وجه فتيل.

### ردود الفعل
نقلت هيومن رايتس ووتش شهادة فتيل عن المعاملة التي لقيها في الوصول إلى استنتاجها أن أدلة موثوق بها أثبتت أنه منذ ديسمبر 2007 استخدمت قوات الأمن تقنيات كهربية مثل أجهزة الصدمة وتعليق الضحايا من أذرعهم وأرجلهم التي تشكل أساليب للتعذيب وتعتبر انتهاك التزامات البحرين بموجب القانون الدولي والوطني.
ذكر مانفريد نواك المقرر الخاص للأمم المتحدة المعني بالتعذيب وغيره عن ضروب المعاملة القاسية أو اللاإنسانية أو المهينة أو العقاب لمجلس حقوق الإنسان في الأمم المتحدة في فبراير 2009 وجاءت إجابات الحكومة البحرينية في رسالة مؤرخة عن مزاعم فتيل وغيره من المدافعين عن حقوق الإنسان بخصوص الاعتقال وعدم الوصول إلى محاميهم وأن المدعي العام قد رفض تقديم تفاصيل عن التهم لمحامي الدفاع عن النشطاء وأن بعض المدافعين عن حقوق الإنسان تعرضوا لمعاملة سيئة وربما تعرضوا للتعذيب أثناء الاحتجاز وعلى وجه التحديد ناجي فتيل وحسن عبد النبي حسن اللذان تعرضا للضرب عندما احتجوا بينما تعرض محمد عبد الله السنكيس للضرب بقضيب حديدي والاعتداء الجنسي.
ردت الحكومة أن السياسة العامة لوزارة الداخلية هي احترام حقوق الإنسان والفحص الطبي الشرعي أكدت أن أيا من المعتقلين تعرضوا للتعذيب وأن جميع التدابير المتخذة فيما يتعلق منها كانت وفقا للقانون. لم تتلق النيابة العامة أي شكاوى بشأن التعرض للهجوم وأثناء الاستجواب تنازل المعتقلين عن حقهم في حضور محام.
قبض عليهم واعتقلوا وفقا للمواد المحددة من القانون الجنائي في البحرين تتعلق بما حدث في 20 ديسمبر 2007 حيث اعتدى المشاركين على ضباط الشرطة وأضرموا النار في سيارة للشرطة وسرقوا سلاح تابع لضباط الشرطة. لا يمكن أن يتم تبرير ما فعلوه بأنه من أنشطة الدفاع عن حقوق الإنسان ولكن تم منح الجميع الحق بالزيارة والتمثيل القانوني وعلى الرغم من مزاعم الاعتداء أو سوء المعاملة فقد أمرت النيابة العامة بإجراء الفحوص الطبية التي أكدت أن أيا من المعتقلين قد لحقت به أي إصابات.
مزاعم التعذيب أو سوء معاملة المعتقلين السنكيس وناجي فتيل وحسن ليس له أي أساس من الصحة ولم تتمكن الفحوص الطبية من العثور على أي دليل على أي سوء معاملة.
في فبراير 2011 قدم تقرير إلى مجلس حقوق الإنسان في الأمم المتحدة من قبل المقرر الخاص للأمم المتحدة المعني بحالة المدافعين عن حقوق الإنسان مارغريت سيكاغيا تضمن رد الحكومة البحرينية المتأخر عن بلاغ من مجموعة من المعتقلين بما في ذلك ناجي علي فتيل في يوليو 2008 وأعادت تأكيد على أنهم لم تتم محاكمتهم أو إدانتهم بسبب عملهم في مجال حقوق الإنسان بل لأنهم شاركوا في تجمع غير قانوني وتم الاعتداء على ضباط الشرطة بالقضبان الحديدية والزجاجات الحارقة وإضرام النار في سيارة للشرطة وسرقة سلاح ناري من السيارة.
أعاد التأكيد على أنه لم يتم استلام أي شكوى من سوء المعاملة مكتب المدعي العام الذي أكد الفحص الطبي أنهم لم يتعرضوا للتعذيب. وافقت المحكمة الجنائية العليا على طلب من محامي المتهم بإحالة المتهمين إلى لجنة طبية مستقلة لفحصهم التي وجدت ندبات قديمة وكدمات على أجسادهم ليست نتيجة للتعذيب. تم رفض الطعن المقدم من المتهم ضد الأحكام الصادرة ضده.
أعرب المقرر الخاص عن قلقه إزاء الزيادة الكبيرة في عدد الادعاءات الواردة والبلاغات المرسلة خلال الفترة المشمولة بالتقرير والقلق العميق أيضا عن السلامة الجسدية والنفسية للمدافعين عن حقوق الإنسان في البحرين ولا سيما إزاء ممارسة الاحتجاز في أماكن غير معلنة والعلاج في الاحتجاز.

## تهديدات بالقتل
خلال احتجاجات عام 2011 كان فتيل أحد العديد من الناشطين البارزين في مجال حقوق الإنسان المستهدفين من قبل حملة التهديدات بالقتل يعتقد أنها نظمت من قبل الحكومة البحرينية.
بعد 10 مارس 2011 دعت رسائل عبر مواقع الرسائل النصية والشبكات الاجتماعية إلى قتل وتصفية فتيل والمدافعين عن حقوق الإنسان مثل عبد الهادي الخواجة ومحمد المسقطي بسبب خيانتهم. أفادت الرسالة بأنهم المحرضين على الفوضى ومن الذين نظموا حركات التخريب. قال روبرت كولفيل من مكتب مفوض الأمم المتحدة السامي لحقوق الإنسان أن الرسائل تضمنت معلومات مفصلة شملت أسماء وعناوين المنازل وصور وأرقام بطاقات الهوية الشخصية والمهنة وأرقام الهواتف وأرقام السيارات وأعرب عن قلقه ودعا الحكومة لحمايتهم.
اعتبرت المنظمة فرونت لاين أن التهديدات بالقتل كانت مرتبطة مباشرة بالعمل المشروع والسلمي في الدفاع عن حقوق الإنسان وبخاصة مشاركة الناشطين في الاحتجاجات السلمية تدعو صراحة إلى إجراء إصلاحات ديمقراطية في البحرين.
دعت منظمة العفو الدولية السلطات البحرينية إلى ضمان سلامة ثلاثة من نشطاء حقوق الإنسان وإجراء تحقيق شامل فوري لتحديد مصدر هذه التهديدات التي تحتوي على كافة المعلومات حول الناشطين الذي من شأنه العثور على بطاقة الهوية الوطنية ودفع شبهة أن مصدر التهديدات ربما كان مسؤولو جهاز الأمن الوطني الذي كان يستطيع الوصول بسهولة إلى مثل هذه المعلومات.
في أبريل 2011 دافع مركز البحرين لحقوق الإنسان عن فتيل الذي يدافع عن حقوق الإنسان في البحرين الذي كان يعتبر في خطر كبير في الظروف السائدة في البحرين بعد نشر صورته وعنوانه ورقم هاتفه على شبكة الإنترنت مع رسالة بوجوب قتله.
في مايو 2011 توجهت قوات الأمن إلى منزل فتيل للبحث عنه لكنها فشلت في العثور عليه.
في 2 مايو 2013 اعتقل فتيل من قبل قوات الشرطة أثناء تواجده في منزله. وفي مايو 2014 أيدت محكمة الإستئناف حكما بالسجن لمدة 15 عاما ضد فتيل.